# Adolf von Nassau-Wiesbaden-Idstein (1423–1475)

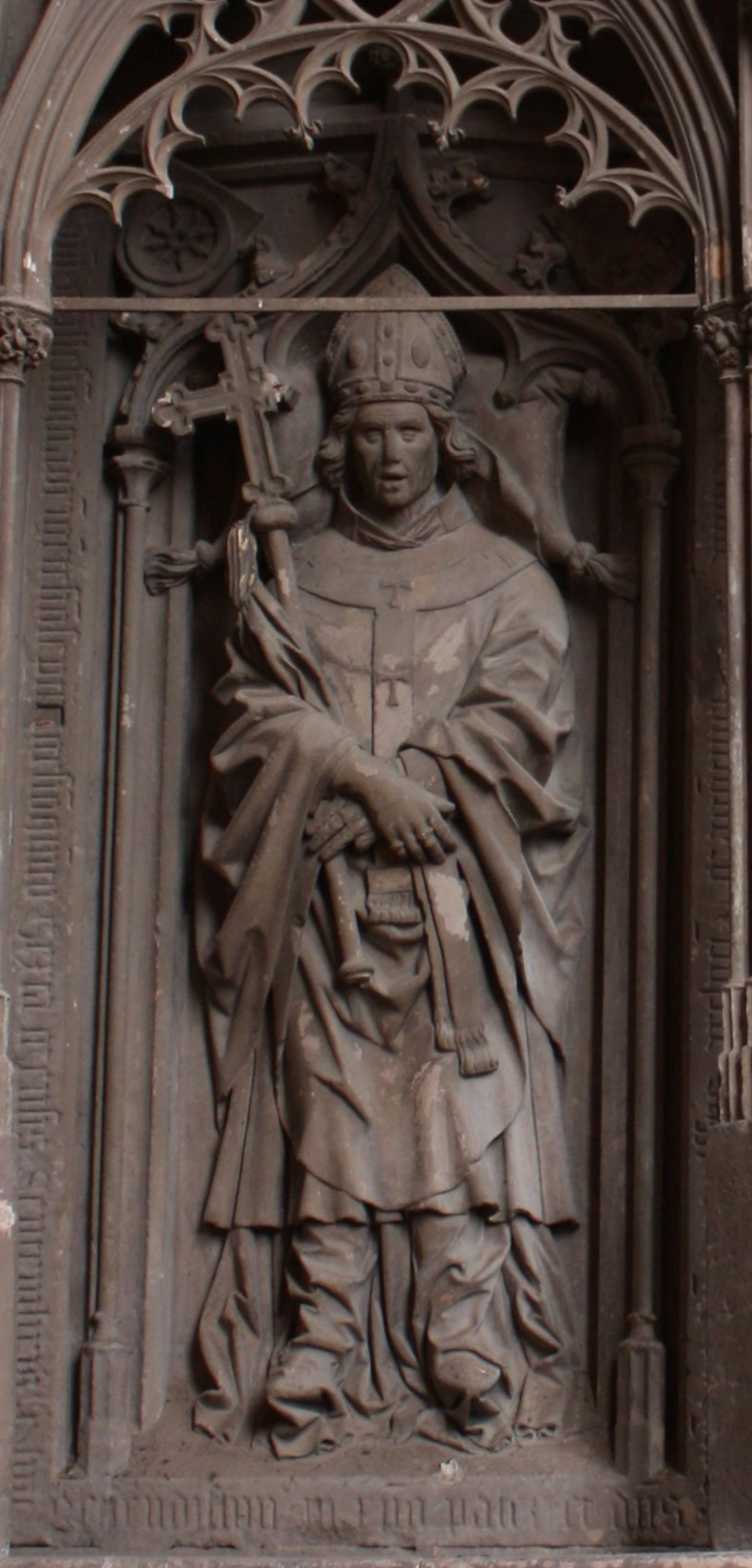
Grabplatte mit der Darstellung des toten Adolfs II. im Kloster Eberbach

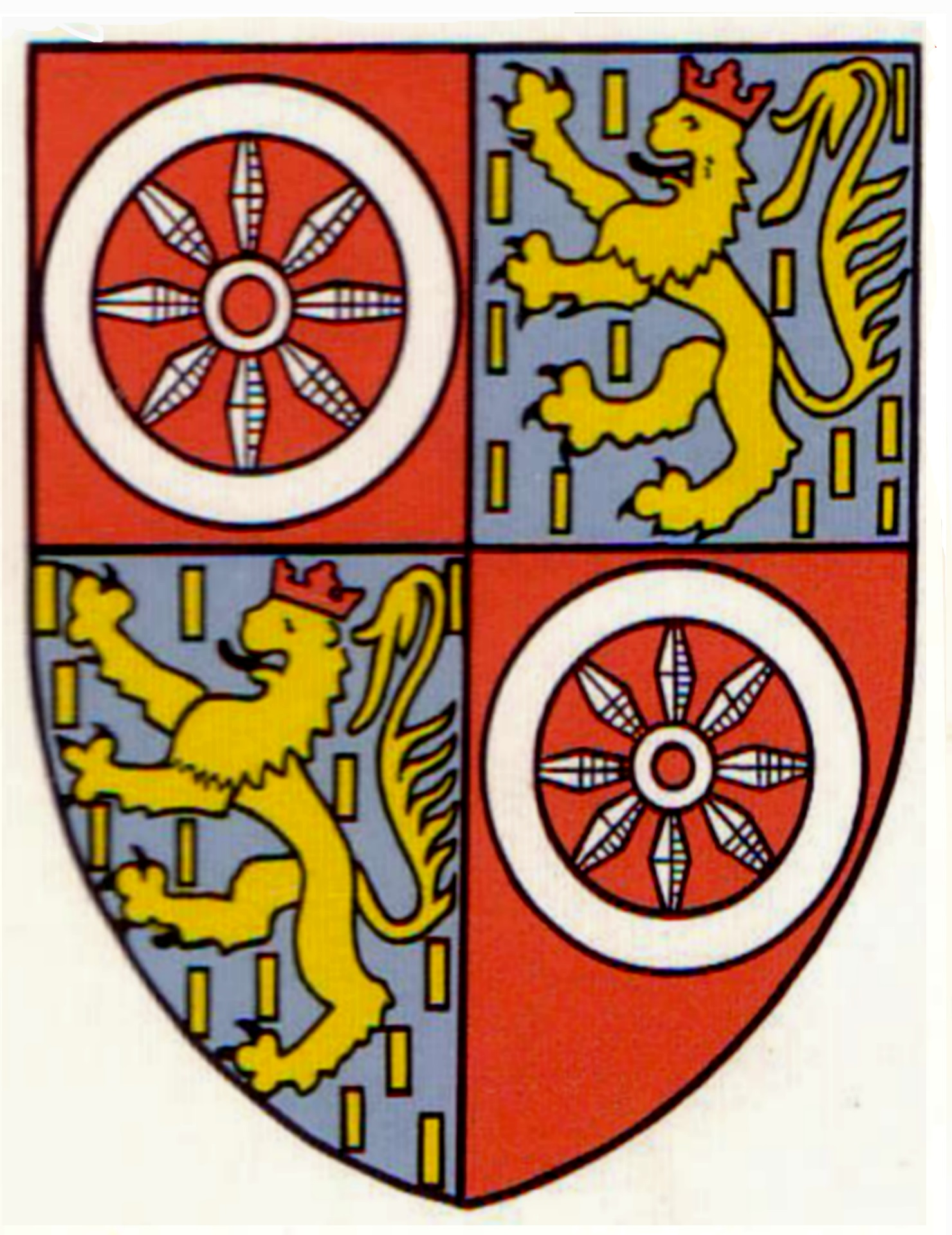
Wappen des Erzbischofs von Mainz

Adolf von Nassau-Wiesbaden-Idstein (* um 1423; † 6. September 1475 in Eltville) war als Adolf II. zwischen 1461 und 1475 Kurfürst und Erzbischof von Mainz.
Er wurde um 1423 als Sohn des Grafen Adolf II. von Nassau-Wiesbaden-Idstein und der Margarete von Baden geboren.
Bei der Wahl zum Erzbischof von Mainz im Jahr 1459 durch das Mainzer Domkapitel unterlag Adolf zunächst knapp seinem Gegenkandidaten Diether von Isenburg. Jedoch wurde Diether wegen seiner oppositionellen Haltung gegenüber Kirche und Kaiser schon zwei Jahre später durch Papst Pius II. wieder abgesetzt. Gleichzeitig setzte der Papst Adolf von Nassau als neuen Erzbischof ein. Da Stadt und Domkapitel weiterhin zu Diether hielten, musste sich Adolf gewaltsam durchsetzen.
Die verheerende, blutige und kostspielige Mainzer Stiftsfehde dauerte ein Jahr und fand ihren Höhepunkt am 28. Oktober 1462, als Adolfs Truppen in Mainz einfielen und etwa 500 Menschen ihr Leben lassen mussten und weitere 400 aus der Stadt vertrieben wurden. Doch erst ein weiteres Jahr später trat der geschlagene Diether zurück; im Frieden von Zeilsheim verzichtete er auf den Mainzer Erzstuhl und wurde mit einem hauptsächlich aus den Städten Höchst, Steinheim und Dieburg bestehenden eigenen Fürstentum und einer erheblichen Geldsumme abgefunden.
Adolf II. ließ sich von den Mainzer Bürgern alle seit dem großen Freiheitsprivileg Siegfrieds III. von Eppstein verliehenen Privilegien aushändigen und beendete so die Existenz der Freien Stadt Mainz.
Adolf II. verfügte 1470 die Ausweisung aller Juden aus dem Mainzer Erzstift.
1470 übernahm Erzbischof Adolf II. die Leitung der römischen Kanzlei von Kaiser Friedrich III. und hielt sich nun vor allem am Kaiserhof auf.
Im Rahmen der Burgunderkriege war Erzbischof Adolf II. zusammen mit Albrecht Achilles von Brandenburg vom Kaiser mit der Aufstellung eines Reichsheeres betraut und zog zusammen mit dem Kaiser und anderen Reichsfürsten zur Abwehr der Belagerung von Neuss an den Niederrhein.
Der Erzbischof gab vermutlich um 1470 ein Pontifikale in Auftrag, das von der sogenannten Werkstatt der Mainzer Riesenbibel ausgemalt wurde und enge Verbindungen zum Kreis der sogenannten Meister des Hausbuches besaß.
Adolf von Nassau starb 1475 und wurde in der Basilika des Klosters Eberbach im Rheingau beigesetzt. Diether von Isenburg wurde sein Nachfolger.